# Waitsburg
Waitsburg és una ciutat al Comtat de Walla Walla de l'Washington. Segons el cens del 2000 tenia 1.212 habitants.

## Demografia
Segons el cens del 2000, Waitsburg tenia 1.212 habitants, 490 habitatges, i 314 famílies. La densitat de població era de 492,6 habitants per km².
Dels 490 habitatges en un 32,9% hi vivien nens de menys de 18 anys, en un 51% hi vivien parelles casades, en un 9% dones solteres, i en un 35,9% no eren unitats familiars. En el 31,4% dels habitatges hi vivien persones soles el 15,9% de les quals corresponia a persones de 65 anys o més que vivien soles. El nombre mitjà de persones vivint en cada habitatge era de 2,47 i el nombre mitjà de persones que vivien en cada família era de 3,13.
Per edats la població es repartia de la següent manera: un 29,7% tenia menys de 18 anys, un 5,4% entre 18 i 24, un 24,8% entre 25 i 44, un 23,5% de 45 a 60 i un 16,6% 65 anys o més.
L'edat mediana era de 39 anys. Per cada 100 dones de 18 o més anys hi havia 92,3 homes.
La renda mediana per habitatge era de 33.527 $ i la renda mediana per família de 40.865 $. Els homes tenien una renda mediana de 31.625 $ mentre que les dones 21.518 $. La renda per capita de la població era de 16.803 $. Aproximadament el 10,6% de les famílies i el 14% de la població estaven per davall del llindar de pobresa.

## Poblacions properes
El següent diagrama mostra les poblacions més properes.